# Talitha Diggs
Talitha Diggs (ur. 22 sierpnia 2002) – amerykańska lekkoatletka specjalizująca się w biegach sprinterskich.
W 2022 startowała na mistrzostwach świata w Eugene, podczas których zdobyła złoty medal w sztafecie 4 × 400 metrów, a indywidualnie dotarła do półfinału biegu na 400 metrów.
W 2024 wraz z koleżankami z reprezentacji sięgnęła po srebro halowych mistrzostw świata w biegu rozstawnym 4 × 400 metrów.
Złota medalistka mistrzostw USA. Stawała na najwyższym stopniu podium mistrzostw NCAA.
Jej matką jest Joetta Clark-Diggs – dwukrotna brązowa medalistka halowych mistrzostw świata w biegu na 800 metrów, czterokrotna olimpijka.

## Osiągnięcia
| Rok  | Impreza                   | Miejsce   | Konkurencja             | Lokata     | Wynik   |
| ---- | ------------------------- | --------- | ----------------------- | ---------- | ------- |
| 2022 | Mistrzostwa świata        | Eugene    | bieg na 400 metrów      | półfinał   | 50,84   |
| 2022 | Mistrzostwa świata        | Eugene    | sztafeta 4 × 400 metrów | 1. miejsce | 3:17,79 |
| 2023 | Mistrzostwa świata        | Budapeszt | bieg na 400 metrów      | 8. miejsce | 51,25   |
| 2024 | Halowe mistrzostwa świata | Glasgow   | bieg na 400 metrów      | 5. miejsce | 51,23   |
| 2024 | Halowe mistrzostwa świata | Glasgow   | sztafeta 4 × 400 metrów | 2. miejsce | 3:25,34 |

## Rekordy życiowe

### Stadion
- bieg na 100 metrów – 11,27 (2022) / 10,92w (2023)
- bieg na 200 metrów – 22,45 (2023) / 22,43w (2023)
- bieg na 400 metrów – 49,93 (2023)

### Hala
- bieg na 60 metrów – 7,14 (2023)
- bieg na 200 metrów – 22,61 (2023)
- bieg na 400 metrów – 50,15 (2023) były rekord Ameryki Północnej